# スナナナフシ亜目

典型的なスナナナフシ類の形態。

スナナナフシ亜目（スナナナフシあもく）は、等脚目に属する甲殻類の分類群の一つ。体長2 mm以下。以前はウミナナフシ科に近縁だとされていたが、詳細な形態系統解析からミズムシ亜目に近縁と考えられている。

## 下位分類
2科が属する。

### Atlantasellidae
Atlantasellidae Sket, 1979 には1属2種が属する。
- Atlantasellus cavernicolus - バミューダ固有種。IUCNにより絶滅寸前とされている[2]。
- Atlantasellus dominicanus - 2001年にドミニカ共和国のカルスト洞窟で発見された。

### スナナナフシ科
スナナナフシ科 Microcerberidae Karaman, 1933 には約7属50種が属する。ウミナナフシ科に似た細長い体を持つ。
淡水産の洞窟・地下水性種と、海産の間隙性種から構成される。以前は多くの種がMicrocerberus属とされていたが、その後の研究により淡水産種はより原始的であると考えられるようになり、多くの海産種がCoxicerberus属に移動されている。
淡水産種が北米と欧州に分布することから、本科が出現したのはパンゲア大陸から北アメリカ大陸が分離する前であると考えられる。
- Afrocerberus - 1種
- Bulgarocerberus - 1種
- スナナナフシ属 Coxicerberus - 34種
- Mexicerberus - 1種
- Microcerberus - 6種
- Protocerberus - 1種
- Isoyvesia - 1種 Isoyvesia striata (Coineau & Botosaneanu, 1973)[4]